# Glaserhorn
Glaserhorn är en bergstopp i Schweiz.   Den ligger i regionen Imboden och kantonen Graubünden, i den östra delen av landet, 140 km öster om huvudstaden Bern. Toppen på Glaserhorn är 3 128 meter över havet, eller 122 meter över den omgivande terrängen. Bredden vid basen är 0,83 km.
Terrängen runt Glaserhorn är huvudsakligen mycket bergig. Glaserhorn är den högsta punkten i trakten. Närmaste större samhälle är Chur, 16,2 km öster om Glaserhorn. 
Trakten runt Glaserhorn består i huvudsak av gräsmarker. Runt Glaserhorn är det ganska glesbefolkat, med 23 invånare per kvadratkilometer.